# Arani
Arani là một thị xã của quận Thiruvallur thuộc bang Tamil Nadu, Ấn Độ.

## Địa lý
Arani có vị trí 12°40′B 79°17′Đ / 12,67°B 79,28°Đ Nó có độ cao trung bình là 151 mét (495 feet).

## Nhân khẩu
Theo điều tra dân số năm 2001 của Ấn Độ, Arani có dân số 12.577 người. Phái nam chiếm 50% tổng số dân và phái nữ chiếm 50%. Arani có tỷ lệ 64% biết đọc biết viết, cao hơn tỷ lệ trung bình toàn quốc là 59,5%: tỷ lệ cho phái nam là 72%, và tỷ lệ cho phái nữ là 55%. Tại Arani, 12% dân số nhỏ hơn 6 tuổi.